# ZIL-117
O ZIL-117 é um sedã de luxo produzido pela ZiL na URSS e apresentado pela primeira vez no Autoprom (precursor do Salão Internacional do Automóvel de Moscou) em 1977. Estreando em 1971, foi derivado do anterior ZIL-114.
O projeto do ZIL-117 começou em 1968, com o primeiro protótipo funcionando em 1969.
O ZIL-117 compartilha o motor V8 de 6.959 cc também instalado no ZIL-114. Foi reivindicada uma potência máxima de 300 hp SAE Gross a 4.400 rpm, usando uma taxa de compressão relativamente alta de 9,0:1, com alimentação de combustível através de um único carburador de quatro gargantas. O carro usa uma transmissão automática de duas ou três velocidades e direção hidráulica é padrão. A fábrica reivindicou uma velocidade máxima entre 190–201 km/h.
O carro tinha apenas 5.725 mm de comprimento, em comparação com 6.300 mm do ZIL-114, em uma distância entre eixos de 3.310 mm (em comparação com 3.760 mm do ZIL-114. Ele acomodava cinco, em vez dos sete do ZIL-114).
Uma das razões para projetar o ZIL-117 foi a necessidade de um carro do governo de categoria intermediária entre o ZIL-114 (reservado para as mais altas autoridades estaduais e partidárias) e o GAZ-13 Chaika, apropriado, por exemplo, para candidatos a membros do Politburo, e também como carros de apoio em comboios de altos funcionários.
Apenas 50 foram produzidos. Houve também um conversível, o ZIL-117V, produzido entre 1973 e 1979 (para desfiles militares na Praça Vermelha).
O ZIL-117 foi substituído pelo ZIL-115 (4104) mecanicamente semelhante.

## Modelos

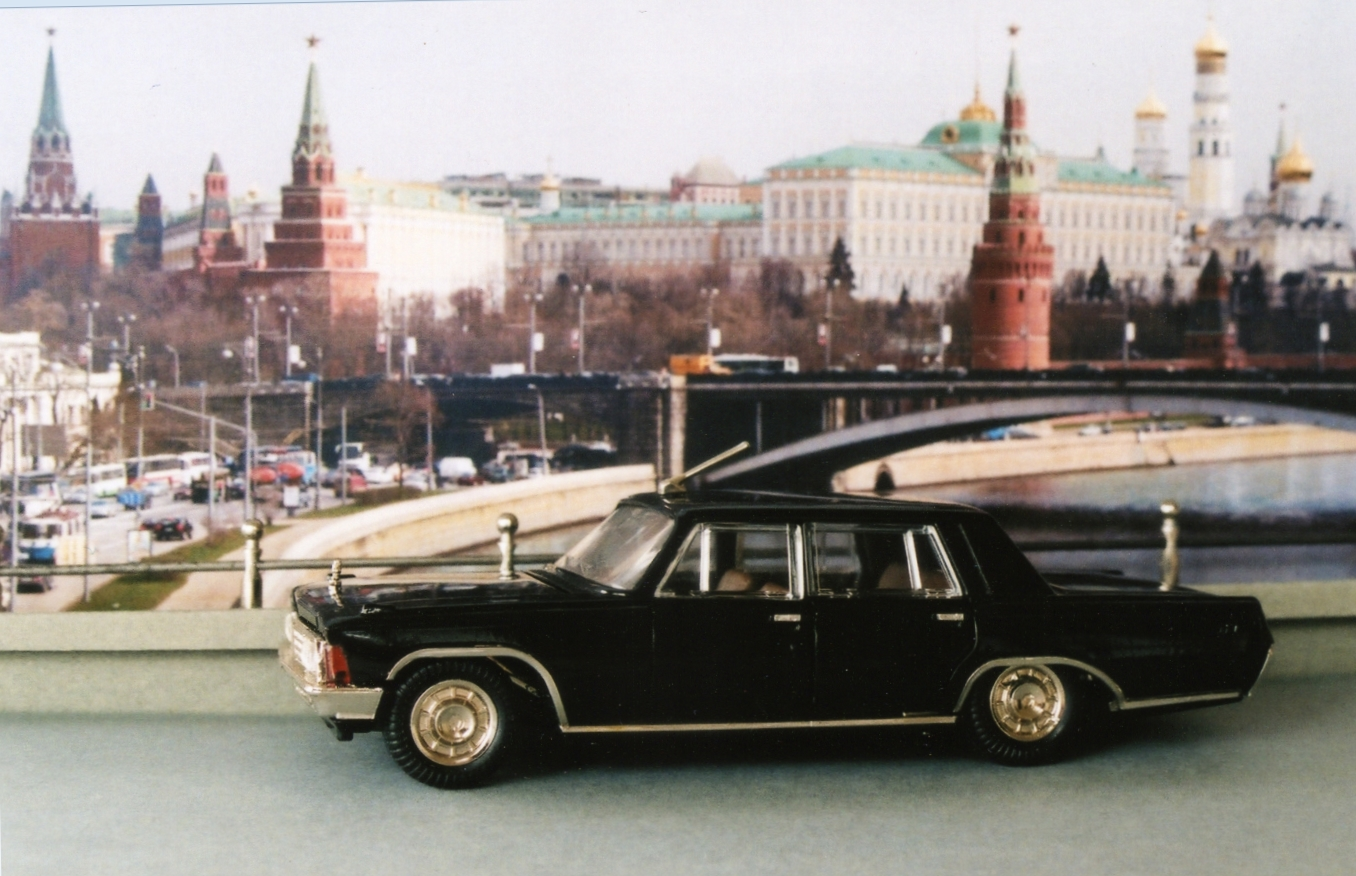
Modelo do ZIL-117 em escala 1:43 da Radon

Embora fabricado em número limitado, o carro provou ser popular entre os fabricantes de modelos fundidos. A primeira e mais detalhada foi uma versão 1:43 lançada pela Radon (Rússia), empresa que produzia uma ampla gama de veículos da era soviética (à esquerda). Este modelo pesado estava disponível em preto ou cinza (a cor das versões de desfile do exército) com 12 peças móveis, e apresentava portas e porta-malas que abrem (com roda sobressalente), capô que abre e motor cromado detalhado, acabamento e grade em metal cromado, pneus de borracha e suspensão e luzes perspex. Alguns exemplares tinham antena de metal. Os conversíveis também estavam disponíveis em variantes de 2 ou 4 portas. O sucessor pós-soviético de Radon, Agat/Tantal, lançou uma versão de casamento branca, assim como a preta, mas a qualidade pode ser baixa em comparação com os exemplos da era soviética. Em 2011, a IXO/De Agostini lançou um ZIL-117 preto com revista detalhando a história do carro (tendo produzido anteriormente um ZIL-114 preto). Em linha com outros modelos IXO, a carroceria é básica, sem painéis de abertura, motor ou suspensão, e o exterior tem acabamentos/luzes traseiras pintadas. Outra versão deste modelo foi lançada como parte de uma série de carros dos filmes de James Bond (neste caso Casino Royale) e incluía uma revista.

## Variantes
- ZIL-117: Versão de produção padrão.
- ZIL-117V: Versão de duas porta. Produzido entre 1973-1979.
- ZIL-117VE: Igual ao ZIL-117V, mas com sistema de ignição blindado.